# دست مردی مرده
دستِ مردی مرده (اسپانیایی: La mano de un hombre muerto‎) یک فیلم ترسناک به کارگردانی خسوس فرانکو است که در سال ۱۹۶۲ ساخته شد.

## گزیدهٔ بازیگران
- مانوئل الکساندره
- ماریا فرانسس
- گوگو روخو